# Kaleth Morales
Kaleth Miguel Morales Troya (Valledupar; 9 de junio de 1984-Cartagena; 24 de agosto de 2005), más conocido como Kaleth Morales y apodado El Rey de la Nueva Ola, fue un cantante, compositor de vallenato y médico colombiano que residía en la ciudad de Cartagena, donde realizó sus estudios de medicina en la Universidad del Sinú. Fue famoso por ser el creador e impulsor del subgénero vallenato conocido como Nueva Ola.

## Familia
Kaleth Miguel Morales Troya nació en Valledupar (Cesar), hijo del cantante Miguel Morales y Nevis Troya, de cuya unión nacieron 4 hijos. Sus hermanos son Keyner, Kanner y Eva Sandrith Morales Troya y una por parte de padre llamada Kathy Yulieth Morales Guzmán. Keyner y Kanner conforman la agrupación Los K Morales.
Kaleth tuvo dos hijos, una hija llamada Katrinalieth Morales, conocida en sus canciones como la "chacha" de las mujeres, y un hijo llamado Samuel Miguel Morales, conocido como "el salvador" Morales. Su mejor amigo era Samuel Ramírez, conocido como 'Sasa', y además fue uno de los cambios que hizo en la música vallenata transformó a una versión donde todos los artistas actuales cantan en versiones de regge y en varios géneros y Kaleth Morales mostraba su grandeza su amabilidad ante el público

## Trayectoria
Su vida artística comenzó siguiendo los pasos de su padre, Miguel Morales, quien fue integrante de la agrupación vallenata Los Diablitos del vallenato junto a Omar Geles. A los 12 años de edad, su padre, Miguel Morales, lo invitó a grabar un tema a dúo titulado Tu forma de amar. A la edad de 13 años pidió que le compraran una guitarra, con la que logró sacar su primera composición, titulada Sólo he quedado, la que no entregó a ningún artista para que la grabara, porque según sus propias palabras, le faltaba pulirle la letra y la melodía.

### Compositor y médico
Los Diablitos le grabaron a Kaleth su primera composición, titulada Novios cruzados; luego la agrupación Los Gigantes del Vallenato le grabaron el tema No seré tu payaso. Después su padre le grabó las canciones Mi reina consentida e Historia de amor.
Kaleth Morales se graduó muy joven del colegio e ingresó a estudiar medicina en la Universidad del Sinú de Cartagena, donde culminó sus estudios. Por otro lado, Kaleth quiso hacer su internado en la ciudad de Valledupar y, además, grabó el tema El guante y lo acompañó con el acordeón de Manuel Julián Martínez.
Pronto varias de sus composiciones se convirtieron en éxitos, entre ellas están las canciones Sin tener defensas y No aguanta en la voz de Luifer Cuello; Todo de cabeza (dedicada a Silvestre Dangond) y Me la juego toda en la voz de Silvestre Dangond que lo llevó a que otros artistas vallenatos confiaran en su talento. Tal es el caso de Fabián Corrales, Panguito Maestre y Tuto Uhia quienes le grabaran sus temas, entre los que destacan Dos segundos, Lloran las palabras y Esclavo del recuerdo

### Vivo en el Limbo
Esta canción fue  la que llevó a Kaleth a convertirse en el artista más importante de la "Nueva Ola" del vallenato. Sin sospechar en el éxito de la canción Kaleth grabó la canción en Cartagena en 2004; ya la había interpretado en varias presentaciones y quería que el grupo Latin Dreams la grabara. La canción nació del pensamiento de Kaleth cuando vivía en Cartagena, al enamorarse de una joven estudiante de medicina de la Universidad Del Sinú llamada "Mary"; a la que no solo le compuso este tema sino otros como "Ella es mi todo".
Buscando un tema para promocionar, Kaleth grabó Vivo en el limbo junto a Andrés Herrera y con la ayuda de su amigo Rafael Narváez, al que cariñosamente Kaleth llamaba "tío". La canción se convirtió rápidamente en éxito a nivel nacional, posicionándose en el primer lugar de los listados nacionales y consiguiendo que se escuchara también en emisoras de corte juvenil enfocadas en otros ritmos.
Con la canción posicionada, Kaleth graba su disco La Hora De La Verdad, junto a JuanK Ricardo, bajo el sello de Sony BMG Music Entertainment, con la participación del baterista, percusionista y arreglista Lesme Ortiz, en la que hace su aporte rítmico y los arreglos al estilo musical de Kaleth, lo que provocó que rápidamente llegaron los reconocimientos y los premios, siendo nombrado cantante y compositor revelación y en abril de 2005 la revista TV & Novelas lo escogió como el artista encargado del show musical luego de una encuesta entre el público y los artistas colombianos; esa noche Kaleth cantó ante los actores y las actrices más importantes del país. 
Se presentó también en eventos como el Festival de la Leyenda Vallenata, la Feria de las Flores de Medellín y hasta en San José del Guaviare donde no hay tradición vallenata.
Su última presentación en Bogotá la hizo en el concierto 'Nuestra Tierra', de la emisora La Mega, en el El Campín al lado de artistas como Carlos Vives, Los de Adentro, Maia, Lucas Arnau entre otros, al que asistieron unas 40.000 personas.

## Fallecimiento
Kaleth Morales sufrió un aparatoso accidente automovilístico en la carretera que comunica a Cartagena con Valledupar, entre los municipios de Plato y Nueva Granada, Magdalena, exactamente en el kilómetro 43, sitio conocido como "La Fortuna", el 23 de agosto de 2005. En ese momento lo acompañaba su hermano Keyner Morales. Cuando fueron recogidos, los llevaron al hospital de Nueva Granada desde donde se remitió a un hospital en Plato, y desde ahí a Cartagena donde llegó en estado de coma, Escala Glasgow 3 de 15. La mañana del 24 de agosto de 2005 Kaleth falleció. Su pérdida fue lamentable para todos sus familiares y seguidores.

## Discografía
| La Hora De La Verdad (2003-2005) |                                          |          |  |
| N.º                              | Título                                   | Duración |  |
| 1.                               | «Mis cinco sentidos»                     |          |  |
| 2.                               | «Mi hoja de vida»                        |          |  |
| 3.                               | «Culpable de tu amor»                    |          |  |
| 4.                               | «Se va a formar» (con Silvestre Dangond) |          |  |
| 5.                               | «Reina de mis sueños»                    |          |  |
| 6.                               | «La mano en el hombro»                   |          |  |
| 7.                               | «Aparentemente»                          |          |  |
| 8.                               | «La hora de la verdad»                   |          |  |
| 9.                               | «La pelusa»                              |          |  |
| 10.                              | «Te llamo y te busco»                    |          |  |
| 11.                              | «Porque Dios lo quiere»                  |          |  |
| 12.                              | «Tu no comprendes»                       |          |  |
| 13.                              | «Vivo en el limbo»                       |          |  |

| Único (2006) |                     |          |  |
| N.º          | Título              | Duración |  |
| 1.           | «Siete palabras»    |          |  |
| 2.           | «Anónimo»           |          |  |
| 3.           | «De millón a cero»  |          |  |
| 4.           | «Ella es mi todo»   |          |  |
| 5.           | «La película»       |          |  |
| 6.           | «Todo el mundo»     |          |  |
| 7.           | «La purita verdad»  |          |  |
| 8.           | «Dame un beso»      |          |  |
| 9.           | «Que mal hicimos»   |          |  |
| 10.          | «Sombra de mi alma» |          |  |
| 11.          | «Mary»              |          |  |

| Kaleth Morales en guitarra (2006) |                                     |          |  |
| N.º                               | Título                              | Duración |  |
| 1.                                | «Todo de cabeza»                    |          |  |
| 2.                                | «Mis cinco sentidos»                |          |  |
| 3.                                | «Anónimo»                           |          |  |
| 4.                                | «Bastante complicado»               |          |  |
| 5.                                | «Ella es mi todo»                   |          |  |
| 6.                                | «La hora de la Verdad»              |          |  |
| 7.                                | «Que mal hicimos»                   |          |  |
| 8.                                | «Vivo en el limbo»                  |          |  |
| 9.                                | «Siete palabras»                    |          |  |
| 10.                               | «Sombra de mi alma»                 |          |  |
| 11.                               | «La película»                       |          |  |
| 12.                               | «De millón a cero»                  |          |  |
| 13.                               | «La purita verdad»                  |          |  |
| 14.                               | «Aparentemente»                     |          |  |
| 15.                               | «Culpable de tu amor»               |          |  |
| 16.                               | «La pelusa»                         |          |  |
| 17.                               | «Todo De Cabeza» (Versión Acordeón) |          |  |

## Interpretaciones en vivo
- Que me puedas amar (con Keyner Morales y Miguel Morales)
- A blanco y negro
- No aguanta
- Me la juego toda
- Se va a formar (con Silvestre Dangond)
- Cuando quieras quiero (con Iván Villazón)
- La reina (con Diomedes Díaz)
- Todo de cabeza
- El tropezón
- Pa' Barranquilla
- Vivo en el Limbo
- La hora de la verdad
- La colegiala
- Cuatro rosas (con Jorge Celedón)
- Cantando mis canciones (con Leo Gómez Jr y Keyner Morales)

## Composiciones
Kaleth Morales dejó cerca de 110 composiciones, la mayoría inéditas. Anónimo escrita a su guitarra o Escoge su camino en la que habla sobre su vida. 
| Título                                 | Artistas que grabaron                                                       | Álbum                          | Año de grabación |
| -------------------------------------- | --------------------------------------------------------------------------- | ------------------------------ | ---------------- |
| Mi última jugada                       | Carlos Meisel & Daniel Merlano                                              | Caja de ilusiones              | 2005             |
| Como los grandes                       | Diomedes Dionisio Díaz & Wílber Mendoza                                     | Me sobran ganas                | 2005             |
| Lloran las palabras                    | Dúo Sensacional de Colombia (Carlos Malo & Guido Malo)                      | Somos dos                      | 2007             |
| Lloran las palabras                    | Cape Medina & Sneider Geles                                                 | De película                    | 2005             |
| Destrozaste mi alma                    | Peter Manjarrés & Sergio Luis Rodríguez                                     | Tu número uno                  | 2011             |
| Destrozaste mi alma                    | Elder Dayán Díaz & Miguel Avendaño "El Motilón"                             | Ya llegó                       | 2006             |
| Destrozaste mi alma                    | Los K Morales                                                               | El gran regreso                | 2012             |
| Destrozaste mi alma                    | Cantillo                                                                    | Destrozaste mi alma            | 2022             |
| Destrozaste mi alma                    | Vallenato Regio                                                             | Forjando nuestra historia      | 2024             |
| Dos segundos                           | Elder Dayán Díaz & Miguel Avendaño "El Motilón"                             | Ya llegó                       | 2006             |
| Dos segundos                           | Fabián Corrales & José María "Chema" Ramos Jr.                              | Nuevamente somos los oos       | 2005             |
| En otro idioma                         | Érick Escobar & Némer Tetay                                                 | En otro idioma                 | 2006             |
| En otro idioma                         | Rafael Roncallo                                                             | Kalethista 906                 | 2020             |
| Siete palabras                         | Ernesto Mendoza & Julián Rojas                                              | Como tú querías                | 2005             |
| Caso cerrado                           | Héctor "Pillao" Rodríguez                                                   | Estás pillao                   | 2007             |
| Qué mal hicimos                        | Jakobo Fonseca & Javier Acuña                                               | Pa' mañana es tarde            | 2005             |
| Qué mal hicimos                        | Ilan Camargo & Sergio "Checho" Camargo                                      | Qué mal hicimos                | 2022             |
| Qué mal hicimos                        | Álex Martínez & Juank Ricardo                                               | Homenaje a Kaleth Morales      | 2020             |
| Tan cerquita                           | Jorge Eliecer "Pollo" Zabaleta                                              | Me le mido a todo              | 2005             |
| La que tanto quiero                    | Los Continuados                                                             | Ayer y hoy                     | 2008             |
| Novios cruzados                        | Los Diablitos                                                               | Uniendo corazones              | 2001             |
| Novios cruzados                        | Los Continuados                                                             | Ayer y hoy                     | 2008             |
| Novios cruzados                        | Los K Morales                                                               | El Gran regreso                | 2012             |
| La película                            | Lidio García Turbay & Rubén Lanao                                           | De película                    | 2005             |
| No seré tu payaso                      | Los Gigantes del Vallenato                                                  | Con el alma                    | 2002             |
| No seré tu payaso                      | Katrinalieth Morales                                                        | Legado                         | 2020             |
| No seré tu payaso                      | Robert Hernández & Gustavo Noriega                                          | Me le mido a todo              | 2008             |
| No seré tu payaso                      | Daniel Calderón & Los Gigantes del Vallenato                                | Dos épocas (Segunda edición)   | 2023             |
| Única                                  | Los K Morales                                                               | Seguimos con lo nuestro        | 2006             |
| Ácrostico                              | Los K Morales                                                               | Reflejo                        | 2008             |
| Gracias                                | Los K Morales                                                               | Reflejo                        | 2008             |
| Porque somos así                       | Los K Morales                                                               | El gran regreso                | 2012             |
| En busca de un perdón                  | Los K Morales                                                               | El gran regreso                | 2012             |
| En busca de un perdón                  | Katrinalieth Morales                                                        | Legado                         | 2020             |
| Mi seguidora y yo                      | Silvestre Dangond y Juancho De la Espriella                                 | Ponte a la moda                | 2005             |
| Mi seguidora y yo                      | Los K Morales                                                               | El gran regreso                | 2012             |
| Sorpresa                               | Los Hermanos Lora                                                           | Te guste o no                  | 2005             |
| Sin tener defensas                     | Luifer Cuello & Manuel Julián Martínez                                      | Sencillo                       | 2003             |
| No aguanta                             | Luifer Cuello & Manuel Julián Martínez                                      | La Nueva Ola                   | 2003             |
| Eres lo más bello                      | Martín Elías Díaz & Rolando Ochoa                                           |                                |                  |
| Eres lo más bello                      | Churo Díaz & Iván Zuleta                                                    | Talento y juventud             | 2004             |
| Historia de amor                       | Miguel Morales & Gabriel "Chiche" Maestre                                   | Nueva Primavera                | 2001             |
| Mi reina consentida                    | Miguel Morales & Gabriel "Chiche" Maestre                                   | Con todo y para todos          | 2004             |
| Derrotado en el dolor                  | Miguel Morales & Carlos "Kalata" Mendoza                                    | Dinastía para la historia      | 2007             |
| Derrotado en el dolor                  | Invasión Vallenata                                                          | Conquistándote                 | 2003             |
| Derrotado en el dolor                  | Juanse Zapata                                                               | Derrotado en el dolor          | 2022             |
| Derrotado en el dolor                  | El Compa Pirry & sus Imponentes                                             | Ranchero de corazón            | 2022             |
| No tengas miedo                        | Miguel Morales                                                              | La Combinación Vallenata Vol.6 | 2003             |
| Mi gran amor                           | Miguel Morales & Gabriel "Chiche" Maestre                                   | Sigo enamorado                 | 2002             |
| La purita verdad                       | Michel Torres & Gustavo Osorio                                              | Mi deseo más grande            | 2005             |
| La purita verdad                       | Estéreobeat                                                                 | Colors                         | 2018             |
| Por un guayabo                         | Michel Torres & Juan José Granados                                          | Vamos a celebrar               | 2006             |
| Por un guayabo                         | Dulmis Curvelo & Ayendi Sierra                                              | Un nuevo estilo                | 2004             |
| De millón a cero                       | Moreno Rosario                                                              | Merengue pa' to' el mundo      | 2022             |
| De millón a cero                       | Donny Caballero                                                             | Tributo a Kaleth Morales       | 2022             |
| De millón a cero                       | Danny Moreno & La 13                                                        | De millón a cero REMIX         | 2024             |
| De millón a cero                       | Jei Navar                                                                   | De millón a cero               | 2020             |
| De millón a cero                       | Katrinalieth Morales & Gustavo" Tavo" Picalúa                               | D' millón a-0                  | 2021             |
| De millón a cero                       | Grupo Kvrass, Karen Lizarazo, Rafael Roncallo & Luister La Voz              | De millón a cero               | 2020             |
| Polos opuestos                         | Orangel "Panguito" Maestre Jr. & Orangel "Pangue" Maestre                   | Se realizaron mis sueños       | 2005             |
| Mary                                   | Peter Manjarrés & Sergio Luis Rodríguez                                     | Imbatible                      | 2005             |
| Un caso especial                       | Rafael Santos Díaz & Gabriel "Chiche" Maestre                               | Un viva a la vida              | 2006             |
| En poco tiempo                         | Rey Hinojosa & Jorge Eliecer Caraballo                                      | Que todos los sepan            | 2007             |
| En poco tiempo                         | Hernando Polanco & Jorge Ariza                                              | Lo nuevo y lo mejor            | 2004             |
| En poco tiempo                         | Katrinalieth Morales                                                        | Legado                         | 2020             |
| Vivo en el limbo                       | Rikarena                                                                    |                                |                  |
| Vivo en el limbo                       | Los Lirios de Santa Fe                                                      | En el limbo                    | 2007             |
| Vivo en el limbo                       | Salserín                                                                    | Dum dum                        | 2006             |
| Vivo en el limbo                       | Danny Daniel, Rafa Pérez, Bazurto All Stars, Andrés Herrera & Juank Ricardo | Homenaje a Kaleth              | 2020             |
| Vivo en el limbo                       | Latin Dreams                                                                | Sencillo                       | 2005             |
| Vivo en el limbo                       | Rugido Vallenato                                                            | 30 Vallenato pegaditos         | 2005             |
| Vivo en el limbo                       | Nicky Jam                                                                   | Sencillo                       | 2017             |
| En algún lugar del alma                | Los K Morales                                                               | Vencedores                     | 2015             |
| En algún lugar del alma                | Katrinalieth Morales                                                        | Legado                         | 2020             |
| El pirata                              | Katrinalieth Morales                                                        | Legado                         | 2020             |
| Me la juego toda                       | Silvestre Dangond y Juancho De la Espriella                                 | Más Unidos Que Nunca           | 2004             |
| Todo de cabeza (Lo mejor para los dos) | Silvestre Dangond y Juancho De la Espriella                                 | Lo mejor para los dos          | 2003             |
| Todo de cabeza (Lo mejor para los dos) | Peter Manjarrés, Chabuco, Los K Morales & Gusi                              | Lo mejor para los dos          | 2020             |
| Todo de cabeza (Lo mejor para los dos) | Talento de barrio & La compañía                                             | Todo de cabeza                 | 2016             |
| Todo de cabeza (Lo mejor para los dos) | Carolina Gaitán & Bemba Colorá                                              | De Colombia                    | 2021             |
| Todo de cabeza (Lo mejor para los dos) | Lina Uribe                                                                  | Todo de cabeza                 | 2022             |
| Todo de cabeza (Lo mejor para los dos) | Ilan Camargo & Mafe Álvarez                                                 | Todo de cabeza                 | 2017             |
| Todo de cabeza (Lo mejor para los dos) | Las Yumbeñas                                                                | Amigo, estoy dolido            | 2024             |
| Todo de cabeza (Lo mejor para los dos) | Subcantante                                                                 | Suena bomba                    | 2017             |
| Todo de cabeza (Lo mejor para los dos) | Daniel Jaller                                                               | 2023                           | 2022             |
| Todo de cabeza (Lo mejor para los dos) | Júnior Grisales                                                             | Todo de cabeza                 | 2022             |
| Todo de cabeza (Lo mejor para los dos) | Bandera                                                                     | Todo de cabeza                 | 2023             |
| Todo de cabeza (Lo mejor para los dos) | Vallenato Regio                                                             | Forjando nuestra historia      | 2024             |
| Todo de cabeza (Lo mejor para los dos) | Nina Díaz                                                                   | Todo de cabeza (Acústico)      | 2024             |
| Todo de cabeza (Lo mejor para los dos) | Los primeritos de Colombia                                                  | Con mucha sabrosura            | 2015             |
| Todo de cabeza (Lo mejor para los dos) | Alberto "Betto" Díaz & Mauricio Arango                                      | Todo de cabeza                 | 2023             |
| Mi sexto sentido                       | Carlos "Kayito" Corrales & Andrés Lorenzo                                   |                                | 2005             |
| Esclavo del recuerdo                   | Tuto Uhía & Juank Ricardo                                                   | Sencillo                       | 2003             |
| Ella es mi todo                        | Vallenato Regio                                                             | Forjando nuestra historia      | 2024             |
| Soy morenito                           | Rafael de Jesús Díaz & Luis José Villa                                      | Talento y ganas                | 2005             |

## Premios y reconocimientos
- Premios Revista Shock 2005 (Nominado)  - Mejor Canción Radial, Mejor Nuevo Artista, Mejor Solista Masculino.
- Premios Luna 2005 (Ganador) - Cantante Revelación del Año.
- Premios Nuestra Tierra 2007 (Ganador) - Mejor Interpretación Vallenata por "Todo De Cabeza".
- Premios Nuestra Tierra 2007 (Nominado) - Canción Favorita Del Público por "Todo De Cabeza".
- Premios Nuestra Tierra 2007 (Nominado) - Álbum del año por "Guitarras".
- Premio Pentagrama de Oro 2006 (Ganador in memoriam) - Por su contribución al Vallenato
- Disco de Platino por ventas del trabajo La Hora de la Verdad.